# Gottfried Reinhold Treviranus

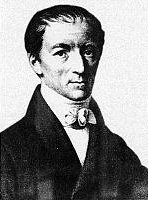
Gottfried Reinhold Treviranus

Gottfried Reinhold Treviranus (ur. 4 lutego 1776 w Bremie, zm. 16 lutego 1837) – niemiecki przyrodnik, biolog, filozof i lekarz. Brat Ludolfa Christiana Treviranusa.
Twórca terminu "biologia" (niezależnie od Jean-Baptiste Lamarcka))
Od roku 1797 był profesorem w Bremie. Prowadził badania nad anatomią bezkręgowców, badał budowę układu nerwowego, oka i innych narządów. W swoich doświadczeniach wprowadził metody mikroskopowe i eksperymentalne. Głosił zdolność organizmów do zmian pod wpływem środowiska zewnętrznego. Autor dzieła pt. Biologie; oder die Philosophie der lebenden Natur (1802).